# L'Épinay-le-Comte
L'Épinay-le-Comte és un municipi francès situat al departament de l'Orne i a la regió de Normandia. L'any 2007 tenia 184 habitants.

## Demografia

### Població
El 2007 la població de fet de L'Épinay-le-Comte era de 184 persones. Hi havia 84 famílies de les quals 24 eren unipersonals (8 homes vivint sols i 16 dones vivint soles), 40 parelles sense fills i 20 parelles amb fills.
La població ha evolucionat segons el següent gràfic:
Habitants censats

### Habitatges
El 2007 hi havia 137 habitatges, 83 eren l'habitatge principal de la família, 38 eren segones residències i 16 estaven desocupats. 129 eren cases i 8 eren apartaments. Dels 83 habitatges principals, 61 estaven ocupats pels seus propietaris, 21 estaven llogats i ocupats pels llogaters i 1 estava cedit a títol gratuït; 1 tenia una cambra, 7 en tenien dues, 21 en tenien tres, 16 en tenien quatre i 38 en tenien cinc o més. 57 habitatges disposaven pel capbaix d'una plaça de pàrquing. A 46 habitatges hi havia un automòbil i a 29 n'hi havia dos o més.

### Piràmide de població
La piràmide de població per edats i sexe el 2009 era:
| Homes | Edats   | Dones |
| ----- | ------- | ----- |
| 0     | 95 o +  | 0     |
| 0     | 90 a 94 | 0     |
| 0     | 85 a 89 | 8     |
| 4     | 80 a 84 | 0     |
| 16    | 75 a 79 | 8     |
| 0     | 70 a 74 | 8     |
| 12    | 65 a 69 | 8     |
| 12    | 60 a 64 | 4     |
| 0     | 55 a 59 | 0     |
| 0     | 50 a 54 | 8     |
| 4     | 45 a 49 | 4     |
| 8     | 40 a 44 | 8     |
| 12    | 35 a 39 | 4     |
| 8     | 30 a 34 | 4     |
| 4     | 25 a 29 | 4     |
| 8     | 20 a 24 | 0     |
| 8     | 15 a 19 | 0     |
| 8     | 10 a 14 | 8     |
| 0     | 5 a 9   | 0     |
| 4     | 0 a 4   | 8     |

## Economia
El 2007 la població en edat de treballar era de 97 persones, 64 eren actives i 33 eren inactives. De les 64 persones actives 63 estaven ocupades (34 homes i 29 dones) i 1 aturada (1 home). De les 33 persones inactives 18 estaven jubilades, 5 estaven estudiant i 10 estaven classificades com a «altres inactius».

### Ingressos
El 2009 a L'Épinay-le-Comte hi havia 83 unitats fiscals que integraven 180 persones, la mediana anual d'ingressos fiscals per persona era de 12.762 €.

### Activitats econòmiques
Dels 7 establiments que hi havia el 2007, 1 era d'una empresa de construcció, 2 d'empreses de comerç i reparació d'automòbils, 3 d'empreses d'hostatgeria i restauració i 1 d'una empresa de serveis.
Dels 5 establiments de servei als particulars que hi havia el 2009, 1 era un taller de reparació d'automòbils i de material agrícola, 1 guixaire pintor i 3 restaurants.
L'any 2000 a L'Épinay-le-Comte hi havia 19 explotacions agrícoles que ocupaven un total de 696 hectàrees.

## Poblacions més properes
El següent diagrama mostra les poblacions més properes.